# Marc Foucan
Marc Foucan (* 14. Oktober 1971 in Ermont) ist ein ehemaliger französischer Leichtathlet, der sich auf den Sprint spezialisiert hat.

## Sportliche Laufbahn
Erste internationale Erfahrungen sammelte Marc Foucan im Jahr 1994, als er bei den Spielen der Frankophonie in Bondoufle in 46,69 s den sechsten Platz im 400-Meter-Lauf belegte. Im Jahr darauf schied er bei den Hallenweltmeisterschaften in Barcelona mit 21,17 s im Halbfinale im 200-Meter-Lauf aus und im Sommer schied er bei den Weltmeisterschaften in Göteborg mit der französischen 4-mal-400-Meter-Staffel mit 3:09,46 min in der Vorrunde aus. 1997 belegte er bei den Weltmeisterschaften in Athen mit 3:01,06 min im Finale den fünften Platz mit der Staffel und im Jahr darauf schied er bei den Halleneuropameisterschaften in Valencia mit 21,31 s im Semifinale über 200 Meter aus. Im Sommer schied er bei den Freiluft-Europameisterschaften in Budapest mit 46,52 s im Halbfinale aus und ging mit der Staffel im Finale nicht mehr an den Start. Anschließend gelangte er beim IAAF World Cup in Johannesburg mit 3:03,95 min auf den sechsten Platz mit der europäischen Auswahlstaffel über 4-mal 400 Meter. 1999 kam er bei den Hallenweltmeisterschaften in Maebashi mit 21,28 s nicht über den Vorlauf über 200 Meter hinaus und belegte mit der Staffel in 3:06,37 min den sechsten Platz. Im Juli schied er bei der Sommer-Universiade in Palma mit 20,91 s im Halbfinale über 200 Meter aus und anschließend schied er bei den Weltmeisterschaften in Sevilla mit 45,78 s im Viertelfinale über 400 Meter aus. Zudem gelangte er im Staffelbewerb mit 3:00,59 min im Finale auf den vierten Platz. Im Jahr darauf schied er bei den Halleneuropameisterschaften in Gent mit 21,19 s im Halbfinale über 200 Meter aus und im September nahm er an den Olympischen Sommerspielen in Sydney teil. Dort klassierte er sich mit der Staffel in 3:01,02 min im Finale auf dem vierten Platz.
2001 verpasste er mit der 4-mal-400-Meter-Staffel bei den Weltmeisterschaften im kanadischen Edmonton mit 3:01,65 min den Finaleinzug und im September verpasste er bei den Mittelmeerspielen in Tunis mit 48,35 s den Finaleinzug über 400 Meter. Zudem gewann er im Staffelbewerb in 3:07,87 min die Bronzemedaille hinter den Teams aus Griechenland und Algerien. Im Jahr darauf belegte er bei den Halleneuropameisterschaften in Wien in 47,40 s den sechsten Platz über 400 Meter und gewann im Staffelbewerb in 3:06,42 min gemeinsam mit Laurent Claudel, Loïc Lerouge und Stéphane Diagana die Silbermedaille hinter dem polnischen Team. Er setzte seine Karriere auf nationaler Ebene bis 2010 fort, ehe er seine aktive Laufbahn im Alter von 39 Jahren beendete.
In den Jahren 1998 und 1999 wurde Foucan französischer Meister im 400-Meter-Lauf im Freien sowie 2002 in der Halle. Zudem wurde er 1998 und 1999 Hallenmeister über 200 Meter.

## Persönliche Bestleistungen
- 200 Meter: 20,7 s (+1,1 m/s), 29. Mai 1999 in Arles
  - 200 Meter (Halle): 20,84 s, 12. Februar 1999 in Liévin
- 400 Meter: 45,31 s, 1. August 1999 in Niort
  - 400 Meter (Halle): 46,49 s, 2. März 2002 in Wien